# Majorana 1
Majorana 1 — квантовый чип, разработанный компанией Microsoft, который использует новый тип материала, известного как топопроводник. Представленный в феврале 2025 года, чип Majorana 1 является значительным достижением в области квантовых вычислений, поскольку использует топологические кубиты, которые, как полагают, менее подвержены декогеренции по сравнению с традиционными кубитами. Microsoft утверждает, что этот прорыв может позволить разработать практический квантовый суперкомпьютер в течение нескольких лет, а не десятилетий.

## Предыстория
Исследования в области квантовых вычислений исторически сталкивались с проблемами достижения стабильности и масштабируемости кубитов. Традиционные сверхпроводящие кубиты страдают от декогеренции, требующей обширной коррекции ошибок. В отличие от них, топологические кубиты, впервые теоретически описанные в начале 2000-х годов, нацелены на кодирование квантовой информации таким образом, чтобы быть по своей природе устойчивыми к ошибкам.
Подход Microsoft основан на фермионах Майораны, экзотических частицах, которые являются своими собственными античастицами. Компания занимается разработкой кубитов на основе фермионов Майораны почти два десятилетия, что привело к созданию чипа Majorana 1, построенного на «топологическом ядре». Недавние независимые эксперименты продемонстрировали устойчивые майорановские нулевые моды в гибридных системах полупроводник-сверхпроводник, что подтверждает осуществимость топологических кубитов.
Чип Majorana 1 разработан таким образом, чтобы быть значительно меньшим и более масштабируемым, чем предыдущие квантовые процессоры. Каждый кубит занимает примерно 0,01 мм, также Microsoft представила план по достижению размещения 1 миллиона кубитов на одном чипе. Согласно первоначальным техническим отчётам Microsoft, дизайн чипа нацелен на достижение более низких уровней ошибок и более длительных периодов когерентности по сравнению с традиционными сверхпроводящими архитектурами. Если эта методика будет успешной, квантовые вычисления смогут решать сложные задачи, недоступные классическим суперкомпьютерам.

## Топопроводники
Microsoft ввела термин топопроводник для описания нового класса материалов, обеспечивающих стабильные топологические квантовые состояния. Эти материалы, по сообщениям, позволяют создавать и манипулировать майорановскими нулевыми модами, которые служат основой для топологических кубитов. Внутренние документы компании свидетельствуют о том, что структура топопроводника облегчает процессы «переплетения» (braiding) — ключевые операции для реализации логики кубитов, устойчивой к ошибкам.

## Критика

### Заявления о создании квантового процессора
В анонсе устройства Majorana 1 его описали как «первый в мире квантовый процессор, работающий на топологическом ядре». Однако доступные на данный момент демонстрации показывают лишь метод считывания, и не демонстрируют никакого квантового вычисления в нулевом режиме. Более того, публичная демонстрация не проверяет когерентность их двухуровневой квантовой системы. Это контрастирует с другими квантовыми процессорами, которые обычно демонстрируют как сохранение квантовой информации, так и выполнение логических операций над этой информацией. 

### Утверждения о создании майорановского нулевого режима
В своем пресс-релизе от февраля 2025 года Microsoft заявила, что статья в журнале  Nature подтверждает, что компания смогла создать майорановские частицы. Это утверждение противоречит содержанию статьи в Nature, в которой авторы утверждают, что их измерения не могут самостоятельно определить, являются ли низкоэнергетические состояния, обнаруженные с помощью интерферометрии, топологическими. На данный момент нет проверенных источников, подтверждающих, что Microsoft удалось создать майорановские нулевые режимы.
Причина неопределенности заключается в трудности различия между майорановскими режимами и андреевскими режимами. Оба типа режимов могут существовать в устройствах, которые разрабатывает Microsoft. Майорановские режимы являются топологическими и могут быть использованы для создания топологического квантового компьютера, тогда как андреевские режимы топологически тривиальны и не могут быть напрямую использованы для создания квантового компьютера. Текущие результаты исследований Majorana 1 полностью согласуются с возможностью того, что устройство состоит из андреевских режимов и не содержит майорановских режимов.